# Mike Markkula
Armas Clifford Markkula Jr., noto anche con lo pseudonimo di Mike (Los Angeles, 11 febbraio 1942), è un informatico e imprenditore statunitense.

## Biografia
Dimessosi dall'Intel nel 1970 (a soli 28 anni), è stato il primo investitore della Apple Computer. Fu indicato a Wozniak e Steve Jobs da Donald Valentine a Sequoia, contattato a sua volta da Jobs per presentare il neonato Apple II. Mike Markkula apportò la propria esperienza industriale e raccolse 250.000 dollari statunitensi per lanciare Apple nel 1977, raccogliendo in cambio un terzo delle azioni dell'azienda.
Portò in Apple il primo CEO, Michael Scott e nel 1981 lo rimpiazzò, diventando il secondo CEO di Apple. Steve Wozniak indica Markkula come il maggior fautore del successo di Apple. Markkula fu in seguito rimpiazzato da John Sculley nel 1983.
Dopo aver lasciato la Apple, Markkula ha fondato nel 1988 la Echelon Corporation, industria che progetta dispositivi elettronici con scopi di rilevamento, monitoraggio e controllo.